# Східна Індія

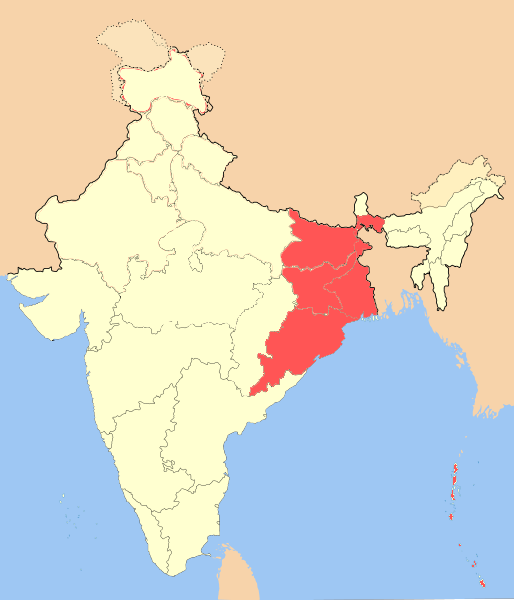
Східна Індія.

Східна Індія (англ. East India) — регіон на сході Індії. Охоплює штати Західний Бенгал, Орісса, Біхар, Джхаркханд, а також Андаманські і Нікобарські острови. Найбільше місто — Колката (колишня Калькутта). Площа — понад 418,3 тисяч км²; населення — близько 227 мільйонів чоловік.